# 山崎晃大朗
山崎 晃大朗（やまさき こうたろう、1993年8月11日 - ）は、和歌山県那賀郡貴志川町（現：紀の川市）出身の元プロ野球選手（外野手）、プロ野球コーチ。左投左打。現在は東京ヤクルトスワローズで二軍外野守備走塁コーチを務める。

## 経歴

### プロ入り前
西貴志ドリームスで野球を始める。同じ西貴志小学校の1学年上に西川遥輝、4学年上に益田直也がいた。
中学時代には地元の和歌山北ボーイズで投手兼外野手としてプレー。
中学卒業後は青森山田高校へと進学し、2年秋から中堅手レギュラーを獲得。3年の春に控え投手を務め、3年春の準々決勝、準決勝と連続完封も記録。3年夏予選は両チーム合計41安打の打撃戦の末、光星学院高校に敗れるも個人としては決勝で2ラン含む3安打など4戦15打数9安打8打点と好成績を残す（甲子園出場経験はなし）。
日本大学時代は1年春からリーグ戦に出場。秋からは二部リーグで2年秋までは主に代走・守備固めを務め、3年春にレフトのレギュラーを掴み規定打席に到達。3年秋からは1番打者を任され、リーグ最多の3三塁打、5盗塁を記録する。4年春に打率.333、15安打11四死球の好成績を残し、拓殖大学との入れ替え戦では2試合4安打の活躍で7シーズンぶりの一部昇格に貢献した。また高校の1年後輩に木浪聖也、高校・大学の1年後輩に京田陽太がいる。1部リーグ通算21試合、55打数11安打4打点8盗塁、打率.200。
2015年のプロ野球ドラフト会議で、大学の先輩・真中満が一軍監督を務める東京ヤクルトスワローズから5巡目で指名。契約金3800万円、年俸800万円（推定）という条件で契約した。背番号は、真中が現役時代に付けていた31。

### ヤクルト時代
2016年、同期入団の原樹理とともに、春季キャンプを一軍でスタート。キャンプ中には、臨時コーチの若松勉をはじめ、一軍の首脳陣から打撃面で非常に高い評価を受けた。7月14日のフレッシュオールスターゲーム（倉敷マスカットスタジアム）に、同リーグ選抜のメンバーとして出場。8回表の打席では、塹江敦哉が投じた159km/hの速球を打ち返したが、二塁へのゴロで凡退している。7月31日の対読売ジャイアンツ戦（東京ドーム）に、「2番・右翼手」としてスタメンで一軍デビュー。「8番・右翼手」としてスタメンに起用された8月5日の対阪神タイガース戦（明治神宮野球場）では、一軍13打席目に当たる5回裏の第2打席に藤浪晋太郎からの一軍初安打で出塁すると、二塁への盗塁で一軍初盗塁を記録した。イースタン・リーグ公式戦では、通算100試合の出場で規定打席に到達し、38盗塁で盗塁王のタイトルを獲得した。また、打率.251、1本塁打、33打点を記録したほか、打席数（458）・出塁率（.358）・犠打（19）がいずれもリーグ2位に到達。オフの10月12日に第1回WBSC U-23ワールドカップの日本代表に選出され、同大会で優勝を果たした。
2017年、7月25日に一軍に昇格し、8月2日の対巨人戦でプロ初の猛打賞を記録すると、8月23日の対阪神戦では4安打を記録。8月26日の対横浜DeNAベイスターズ戦でプロ初本塁打を記録した。7月26日の対中日ドラゴンズ戦では10点差逆転勝利の立役者の1人となった。
2018年、打率.184と振るわず、前年を下回る23試合の出場に終わった。
2019年は開幕一軍とはならなかったが、80試合に出場し、打率.274、8打点だった。
2020年は109試合に出場し、打率.245、3本塁打、23打点を記録したが、リーグワーストの9盗塁死を喫した。11月8日の対巨人戦（東京ドーム）で田中豊樹から決勝点となる逆転満塁本塁打を放つ活躍を見せた。
2021年、自己キャリアハイの114試合に出場。春先は1番打者として起用されていたが、塩見泰隆の活躍やドミンゴ・サンタナの加入により、5月下旬以降は主に代走と守備固めとしてチームの優勝及び日本一に貢献した。日本シリーズ進出を決めたCSファイナル第3戦では、監督の高津臣吾と共に胴上げをされた。
2022年はサンタナの故障や青木宣親の不調で先発出場が増え、規定打席に届かなかったものの自身最多の118試合に出場。5月8日の対巨人戦では、相手の抑えである大勢から決勝打となる逆転2点適時打を打った。同月25日の対北海道日本ハムファイターズ戦では、北山亘基から人生初となる逆転サヨナラ3点本塁打を放ち勝利に貢献した。なお、前日には村上宗隆もサヨナラ本塁打を打っており、ヤクルトは2日連続のサヨナラ勝ちを収めることになった。
2024年は、右膝の状態が万全ではないことや視力の低下もあって、9月25日に同年限りでの現役引退を発表した。引退試合となった10月3日の対広島東洋カープ戦に「7番・中堅手」で先発からフル出場（途中から右翼手）し、大瀬良大地と森浦大輔から安打を放ち有終の美を飾った。試合後の最終戦セレモニーでは、「全体的に中途半端な成績でしたけど、本当に9年間ありがとうございました」と挨拶した。

### 引退後
引退後もチームに残り、2025年からは二軍外野守備走塁コーチに就任した。背番号は77に変更された。

## 選手としての特徴・人物
50m走のタイム5.9秒の俊足、遠投110mの強肩を誇る。打撃ではパンチ力があり、逆方向に強いゴロを打つことに長ける。
愛称は「コータロー」。
明るいキャラクターで、ヤクルト入団後はチームを和らげるムードメーカー的存在となっている。

## 詳細情報

### 年度別打撃成績
| 年 度     | 球 団     | 試 合 | 打 席 | 打 数 | 得 点 | 安 打 | 二 塁 打 | 三 塁 打 | 本 塁 打 | 塁 打 | 打 点 | 盗 塁 | 盗 塁 死 | 犠 打 | 犠 飛 | 四 球 | 敬 遠 | 死 球 | 三 振 | 併 殺 打 | 打 率 | 出 塁 率 | 長 打 率 | O P S |
| --------- | --------- | ----- | ----- | ----- | ----- | ----- | -------- | -------- | -------- | ----- | ----- | ----- | -------- | ----- | ----- | ----- | ----- | ----- | ----- | -------- | ----- | -------- | -------- | ----- |
| 2016      | ヤクルト  | 7     | 19    | 18    | 1     | 3     | 0        | 0        | 0        | 3     | 0     | 1     | 0        | 0     | 0     | 1     | 0     | 0     | 8     | 0        | .167  | .211     | .167     | .377  |
| 2017      | ヤクルト  | 59    | 246   | 219   | 30    | 53    | 10       | 2        | 1        | 70    | 13    | 6     | 5        | 9     | 0     | 18    | 0     | 0     | 44    | 3        | .242  | .300     | .320     | .619  |
| 2018      | ヤクルト  | 23    | 47    | 38    | 7     | 7     | 0        | 1        | 0        | 9     | 0     | 1     | 1        | 3     | 0     | 6     | 0     | 0     | 12    | 1        | .184  | .295     | .237     | .532  |
| 2019      | ヤクルト  | 80    | 185   | 168   | 20    | 46    | 4        | 3        | 0        | 56    | 8     | 4     | 0        | 6     | 0     | 10    | 0     | 1     | 39    | 4        | .274  | .318     | .333     | .652  |
| 2020      | ヤクルト  | 109   | 323   | 282   | 29    | 69    | 6        | 1        | 3        | 86    | 23    | 8     | 9        | 7     | 2     | 31    | 0     | 1     | 70    | 5        | .245  | .320     | .305     | .625  |
| 2021      | ヤクルト  | 114   | 245   | 215   | 41    | 53    | 10       | 3        | 1        | 72    | 12    | 8     | 2        | 10    | 0     | 19    | 0     | 1     | 53    | 0        | .247  | .311     | .335     | .646  |
| 2022      | ヤクルト  | 118   | 378   | 341   | 52    | 88    | 12       | 4        | 2        | 114   | 37    | 10    | 5        | 9     | 2     | 24    | 0     | 2     | 65    | 5        | .258  | .309     | .334     | .643  |
| 2023      | ヤクルト  | 64    | 153   | 137   | 17    | 33    | 2        | 0        | 0        | 35    | 3     | 9     | 1        | 6     | 0     | 10    | 0     | 0     | 33    | 2        | .241  | .293     | .255     | .548  |
| 2024      | ヤクルト  | 22    | 39    | 30    | 4     | 4     | 0        | 0        | 0        | 4     | 1     | 1     | 0        | 6     | 0     | 3     | 0     | 0     | 13    | 0        | .133  | .212     | .133     | .345  |
| 通算：9年 | 通算：9年 | 596   | 1635  | 1448  | 201   | 356   | 44       | 14       | 7        | 449   | 97    | 48    | 23       | 56    | 4     | 122   | 0     | 5     | 337   | 20       | .246  | .306     | .310     | .616  |

- 各年度の太字はリーグ最高

### 年度別守備成績
| 年 度 | 球 団    | 外野  | 外野  | 外野  | 外野  | 外野  | 外野     |
| 年 度 | 球 団    | 試 合 | 刺 殺 | 補 殺 | 失 策 | 併 殺 | 守 備 率 |
| ----- | -------- | ----- | ----- | ----- | ----- | ----- | -------- |
| 2016  | ヤクルト | 6     | 7     | 0     | 0     | 0     | 1.000    |
| 2017  | ヤクルト | 56    | 114   | 1     | 2     | 0     | .983     |
| 2018  | ヤクルト | 16    | 15    | 0     | 0     | 0     | 1.000    |
| 2019  | ヤクルト | 65    | 86    | 1     | 1     | 1     | .989     |
| 2020  | ヤクルト | 96    | 156   | 3     | 1     | 0     | .994     |
| 2021  | ヤクルト | 108   | 132   | 2     | 1     | 1     | .993     |
| 2022  | ヤクルト | 114   | 172   | 5     | 2     | 1     | .989     |
| 2023  | ヤクルト | 58    | 81    | 1     | 1     | 0     | .988     |
| 2024  | ヤクルト | 21    | 27    | 0     | 1     | 0     | .964     |
| 通算  | 通算     | 540   | 790   | 13    | 9     | 3     | .989     |

### 表彰
- 月間サヨナラ賞：1回（2022年5月）

### 記録
初記録
- 初出場・初先発出場：2016年7月31日、対読売ジャイアンツ17回戦（東京ドーム）、「2番・右翼手」で先発出場
- 初打席：同上、1回表にマイルズ・マイコラスから空振り三振
- 初安打：2016年8月5日、対阪神タイガース17回戦（明治神宮野球場）、5回裏に藤浪晋太郎から左前安打
- 初盗塁：同上、5回裏に二盗（投手：藤浪晋太郎、捕手：原口文仁）
- 初打点：2017年4月13日、対中日ドラゴンズ2回戦（明治神宮野球場）、3回裏に又吉克樹から左翼適時二塁打
- 初本塁打：2017年8月26日、対横浜DeNAベイスターズ20回戦（明治神宮球場）、5回裏に石田健大から右越2ラン

### 背番号
- 31（2016年[4] - 2024年）
- 77（2025年[29] - ）
- 8（2016 WBSC U-23ワールドカップ 日本代表）

### 代表歴
- 2016 WBSC U-23ワールドカップ 日本代表